# 中国交通史
19世纪中叶以来，随着中国现代化、工业化、城市化的进程，中国交通亦发生巨变。机动交通取代非机动交通，现代化的公共交通兴起。北洋政府时期开始，各级政府开始涉入、参与、主导公共交通的运营。

## 古代交通
古代交通分为道路运输和水运两类，交通工具以人力、畜力、风力驱动。先秦时代起，政府即参与道路建设。秦国（朝）政府修建筑了秦栈道、秦驰道、秦直道。

## 近现代交通
中国的城市化在19世纪中叶以后开始起步，20世纪前期获得初步发展。在此背景下，机动交通构成的公共交通逐步成为主流出行方式:39。

### 19世纪中叶以后

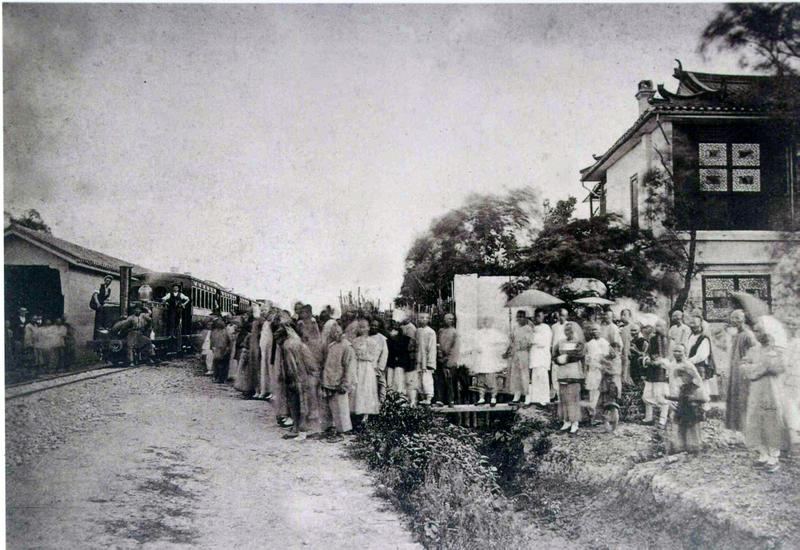
1876年7月，中国第一条近代化铁路——吳淞鐵路通车情景。

19世纪中叶以来，随着经济发展，新的交通形式——铁路、蒸汽船等被带入中国。

### 20世纪初与民国

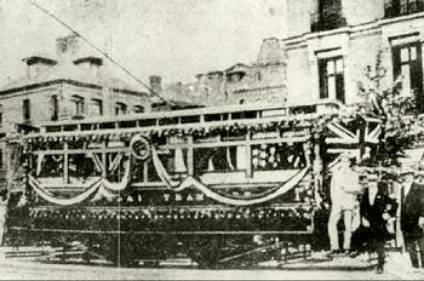
1908年3月5日，上海第一辆有轨电车行驶至外滩终点站。

有轨电车和无轨电车在20世纪初进入中国。1906年6月，天津电车电灯在天津开始运营单轨“白牌”电车，这是天津第一条有轨电车以及中国第一条公交线路。
民国时期，在经济发达的北京、上海、南京、重庆、汉口等城市出现了公共汽车服务:39—40。

## 史学研究
当代研究者王子今指出，中国传统史学中，交通史并非独立史学类别。二十四史的各类志中，通常是仪卫志、車服志、輿服志涉及交通内容，实与封建身份等级制度相关，不能概括交通全貌。民国时期编写的《清史稿》，设立交通志。分为四卷，分别是铁路、轮船、电报、邮政。王子今认为“体现了20世纪新历史观和文化观对中国史学界的影响”。1920年代，王倬《交通史》和袁德宣《交通史略》相继出版，开辟了中国交通史学的研究。1937年，白寿彝《中国交通史》出版，是为第一部关于中国交通史的完合性学术专著:164。当代考古工作和简牍研究亦推动中国古代交通史的研究:173。
研究者李沛霖指出，在近代城市公共交通研究领域相对集中于上海、南京、北京、天津等大城市，对其他城市较少涉及。以及存在“研究对象存畸重畸轻”等问题:42—43。